# Paul Greven

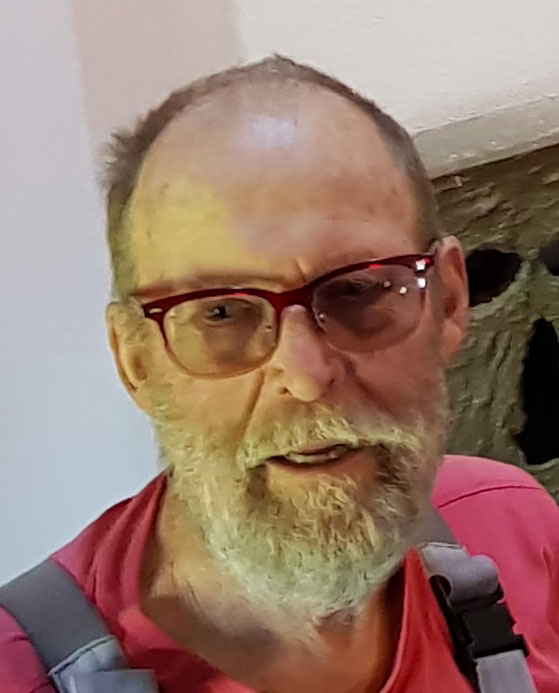
Paul Greven (2018)

Paul Greven (* 4. Oktober 1934 in Eschweiler) ist ein deutscher Maler und Bildhauer, der insbesondere für seine teils begehbaren Skulpturen aus Naturmaterialien bekannt ist.

## Leben

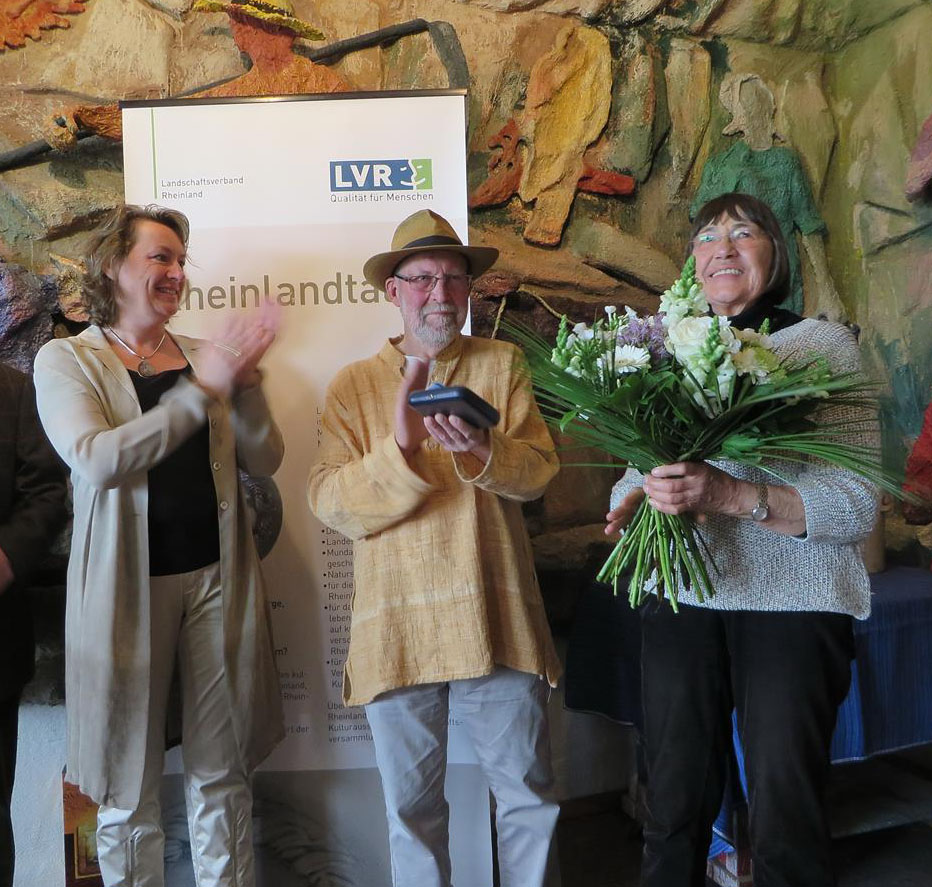
Verleihung des Rheinlandtalers 2015 an Paul Greven

Paul Greven studierte von 1952 bis 1956 an der Werkkunstschule Aachen bei Carl Schneiders, Willi Kohl und Ernst Günther Grimme. Anschließend war er bis 1960 Student an den Kölner Werkschulen bei Friedrich Vordemberge, August Hoff und Paul Bender. Es schloss sich von 1960 bis 1961 ein weiteres Studium an der Hochschule für Bildende Künste Berlin bei Hans Uhlmann an.
Seit 1962 ist Greven als freischaffender Künstler in Köln und Bad Münstereifel tätig. Er hatte zahlreiche Einzel- und Gruppenausstellungen, dabei vier Ausstellungen in Zusammenarbeit mit dem Kulturamt der Stadt Köln.
Seit 1997 lebt und arbeitet er auf seinem Bauernhof in Bad Münstereifel-Honerath. Dort schuf er den Kunsthof Greven mit vielen Großplastiken, mit jährlichen Ausstellungen mit zahlreichen Künstlern aus der Eifel und dem Köln-Bonner-Raum, die sich alle mit der Thematik der großen Naturplastiken und der ländlichen Umgebung auseinandersetzen.
2015 wurde Greven der Rheinlandtaler durch den Landschaftsverband Rheinland verliehen.

## Werk

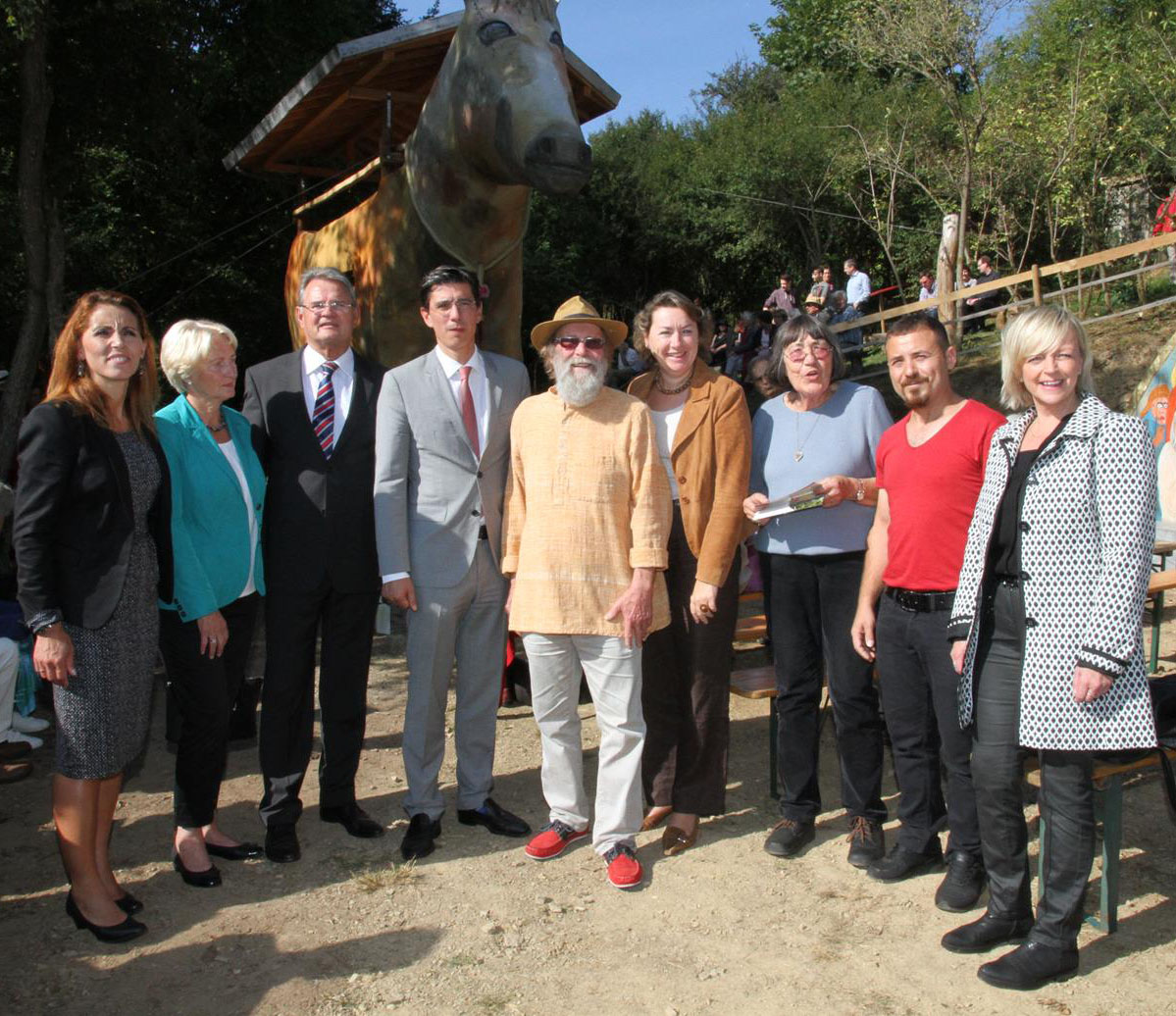
Eröffnung des Trojanischen Pferds: v. l. n. r. ab 3. Person: Landrat Günter Rosenke, G. Delavekouras (griechischer Generalkonsul), Paul Greven, A. Henk-Hollstein (Vorsitzende der Landschaftsversammlung Rheinland), Rita Greven und ganz rechts: S. Preiser-Marian (Bürgermeisterin von Bad Münstereifel) (Foto: 2016)

Grevens Leinwand ist die Natur. Auf seinem 7.500 m² großen Areal mit Eifelpanorama zeigt er seine Werke, die sich alle in die Natur einfügen.
Hier schuf er viele große, zum Teil begehbare Naturplastiken. Seine Objekte haben die Möglichkeit, sich der Natur und dem Ort anzupassen, weiter zu wachsen, sich zu verformen, sich zu verändern, zu verfallen, sich dem Betrachter auf verschiedene Weise zu präsentieren, den Besucher mit einzubeziehen und ihn zu motivieren. Für den Bau seiner großen Objekte kommen für Greven nur Naturmaterialien, allen voran Holz, in Frage, da sich dieser Werkstoff in die Eifellandschaft problemlos integrieren lässt.
„Für seine Kunstwerke verwendet er ausschließlich natürliche Stoffe, was den kunstinteressierten Besucher beim Begehen sofort in eine sehr angenehme Atmosphäre versetzt. Die Ausdruckskraft seiner Skulpturen und Personendarstellungen ist wirklich beeindruckend.“
Seine lebensgroßen Figuren werden auf ein geschweißtes Drahtgestell mit Sechseck-Geflecht modelliert. Danach werden mehrere Schichten eines Cellulose-Leimgemischs aufgetragen. Zum Schluss erfolgt die Farbgebung mit Natur-Ölfarben.
Der Kunsthof Greven ist nicht vergleichbar mit einem herkömmlichen Skulpturenpark. Anzutreffen ist in Honerath eine lebendige Stätte, eine künstlerische Baustelle. Zu besichtigen ist hier das Werk eines individuellen Künstlers, der die Rolle eines Architekten, Statikers und Handwerkers in sich vereint. Mit seinem Gesamtkunstwerk, mit dem Kunsthof Greven, setzt der Künstler frische Impulse zu den gängigen und strapazierten Kunstpräsentationen.

## Ausstellungen

### Einzelausstellungen (Auswahl)
- 1994: Menschenbilder, Köln
- 1994: Kölner Skizzen, Köln
- 1995: Ein Stück Eifel – Pflanzen und Blumen, Eifel
- 1996: Kunst auf dem Bauernhof – Tiere, Eifel
- 1997: Leben auf dem Bauernhof – Menschen bei der Arbeit, Eifel
- 1998: Besuch auf dem Bauernhof – Einladung bekannter Personen, Eifel
- 1999: Dorffest in der Mutscheid, Eifel
- 2000: Die Ziegen kommen – Wanderausstellung von der Eifel nach Köln, Eifel
- 2001: Die Lehmhöhle von Honerath.[3] Eifel

### Honerather Skulpturensymposion
Seit 2002 finden auf dem Kunsthof jährlich Symposien statt, an denen sich Künstler hauptsächlich aus der Eifel und dem Köln-Bonner Raum beteiligten. Diese Kunstwochenenden rankten sich alle um die jeweiligen Großplastiken von Paul Greven:
- 2002: Das Hühnerhaus – Pavillon mit vielen Kunsthühnern und anderen Tieren. Mitwirkende Künstler: Andreas J. Finke, Susanne Greven, Tina Grunert, Annebarbe Kau, Adi Meier-Grolman, Peter Pick, Sander Rood, Inge Schmidt und Andreas Wagner
- 2003: Die Eifel-Arche – Plastik aus vielen Eifelpflanzen. Mitwirkender Künstler: Volker Pannemann
- 2004 und 2005: Die Klause – Meditationshaus aus Holz, Lehm und Stroh mit Steindach. Mitwirkende Künstler: Mary-Noele Dupuis, Joseph W. Kutscheidt, Jan Leven, Mauser, Volker Pannemann, Peter Pick, Klaus Schmitt
- 2006: Die Lebenspyramide – Begehbare über 4 m hohe Stufenpyramide. Mitwirkende Künstler: Volker Pannemann, Anita Wagener, Jürgen Diekmannshenke und Hans K. Mies
- 2007: Der Ziegenturm – Über 12 m hoher begehbarer Turm mit vielen Kunstziegen. Mitwirkende Künstler: Susanne Greven, Eva-Maria Hermanns und Volker Pannemann
- 2008: Die Scheunengesellschaft – Scheunenmuseum mit einer Gesellschaft besonderer Art. Mitwirkende Künstler: Andreas Bliemel, Eva-Maria Hermanns, Willi Krings, Gerda Nettesheim, Peter Nettesheim, Volker Pannemann, Astrid und Herbert Rosner, Hubert Schaffmeister und Karin Schaffmeister
- 2009: Das Teatro Paolo – Freiluft-Theater nach griechischem/römischem Vorbild für ca. 140 Personen. Mitwirkende Künstler: Volker Pannemann, Herbert Rosner und Andreas J. Finke
- 2010: Fries der arbeitenden Bäuerinnen und Bauern – Reliefartiges Wandbild im Atelier, Länge 21 m, Höhe 2,30 m
- 2010: Die Galerie im Ziegenstall – 4 Räume für Wechselausstellungen. Mitwirkende Künstler: Peter Hundeck, Gesa Krieg, Dirk Schmitt, Volker Pannemann und Birgit Sommer
- 2011: Hallo Neuseeland – Begehbare Trichterspirale, Durchmesser ca. 20 m und Tiefe ca. 6 m. Mitwirkende Künstler: Dirk Schmitt, Volker Pannemann, Conrad Franz und Karla-M. Götze
- 2012: Das begehbare Raumschiff mit Galionsfigur – Galaktisches Kunstwerk, Durchmesser ca. 9 m und Höhe ca. 6 m. Mitwirkende Künstler: Dirk Schmitt, Martin Perscheid, Andreas Bliemel, Andreas J. Finke, Conny Franz, Susanne und Jakob Greven, Meike, Oskar und Emil Greven, Ralph Kleiner, Peter Nettesheim, Volker Pannemann, Herbert Rosner, Günther J. Schaefer, Hubert Schmitt und Birgit Sommer
- 2013 und 2014: Die Römer in Honerath – Bodendenkmal besonderer Art mit Ausgrabungsstätte und dem Tempel der Diana. Mitwirkende Künstler: Gisela Krohn, Klaus Tenner, Dietmar Hofmann, Barbara Böhringer, Susanne Greven, Günther J. Schaefer, Dirk Schmitt, Martin Perscheid, Ursula Lieberz-Müller, Dietrich Schubert
- 2015: Die Schildwache – Im Schilderhaus hält ein ganz besonderer Soldat Wache
- 2016: Das Trojanische Pferd in Honerath – Ca. 5,5 m hohes und ca. 7 m langes begehbares Pferd. Mitwirkende Künstler: Susanne Greven, Franz-Josef Kochs, Petra Kremer-Horster, Gisela Krohn, Gaby Kutz, Ursula Lieberz-Müller, Martin Perscheid, Dirk Schmitt, Marta Pieczonko, Dietrich Schubert, Klaus Tenner, Inge Van Kann und Rüdiger Westphal
- 2016: Die Schule von Athen in Honerath – Holzrelief aus der antiken griechischen Kultur
- 2017: Das Boot – Wandrelief zur Flüchtlingskatastrophe im Mittelmeer. Mitwirkende Künstler: Susanne Greven, Axel Höptner, Franz-Josef Kochs, Ursula Lieberz-Müller, Martin Perscheid, Christine Santema, Dirk Schmitt, Dietrich Schubert und Klaus Tenner
- 2018: Der Flüchtlingstreck – Ein 20 m langer Treck mit lebensgroßen Figuren, Tieren und Gegenständen